# Parafia Najświętszej Maryi Panny Różańcowej we Włodzimierzu
Parafia Najświętszej Maryi Panny Różańcowej w Włodzimierzu – rzymskokatolicka parafia znajdująca się w archidiecezji Matki Bożej w Moskwie, w Dekanacie Wschodnim.